# Idioma darguin
El darguin, dargwa o dargua (en darguano: дарган мез, romanizado: dargan mez) es el idioma hablado por el pueblo darguin en Rusia, en la república de Daguestán.
Es el dialecto literario y principal del continuo dialectal que constituyen los idiomas darguines. Los otros cuatro idiomas en este continuo dialectal son los idiomas kaytak, kubachi, itsari y chirag. Estos dialectos o lenguas a menudo se consideran como variantes del idioma darguin. Ethnologue enumera estos bajo el idioma darguin, pero reconoce que estos pueden ser diferentes idiomas. 
Korjakov (2012) concluye que el dargua suroccidental es más cercano al kaytak que el dargua norte-central.
Los hablantes de esta lengua son mayoritariamente musulmanes suníes. 
El darguin se escribe en alfabeto cirílico.
De acuerdo con el censo ruso de 2002, hay 429 347 hablantes del darguin estándar en Daguestán, 7188 en la vecina Kalmukia, 1620 en el distrito autónomo de Janty-Mansi (Siberia occidental), 680 en Chechenia, y cientos más en otras partes de Rusia. Las cifras del dialecto laj hablado en el centro de Daguestán son de 142.523 en Daguestán, 1.504 en Kabardia-Balkaria, y 708 en Janti-Mansi.

## Alfabeto
El alfabeto dargua actual se basa en el cirílico de la forma siguiente:
| А а   | Б б   | В в | Г г   | Гъ гъ | Гь гь | ГI гI | Д д   |
| Е е   | Ё ё   | Ж ж | З з   | И и   | Й й   | К к   | Къ къ |
| Кь кь | КI кI | Л л | М м   | Н н   | О о   | П п   | ПI пI |
| Р р   | С с   | Т т | ТI тI | У у   | Ф ф   | Х х   | Хъ хъ |
| Хь хь | XI хI | Ц ц | ЦI цI | Ч ч   | ЧI чI | Ш ш   | Щ щ   |
| Ъ ъ   | Ы ы   | Ь ь | Э э   | Ю ю   | Я я   |       |       |

## Literatura
La educación primaria de los darguines se realiza en idioma darguin y la secundaria en ruso. La literatura es reciente, ya que las primeras obras datan de finales del siglo XIX, con Omarla Batyrai (1831-1910), autor de los ciclos poéticos Dailuti, que no fueron publicados Hasta 1928. La literatura soviética tiene algunos autores sobresalientes como Ahmedrajman Abu Baker (1931) con las novelas  Temir Bulat  (1957), Novias darguines ( 1962) y Nureddin de las manos doradas (1928) y el poeta nacional Rashid Rashidov (1928) con Adamti (1965).